# Where's the Revolution
«Where's the Revolution» (en español, Dónde está la revolución) es el quincuagésimo tercer disco sencillo del grupo inglés de música electrónica, Depeche Mode, el primero desprendido como adelanto de su décimo cuarto álbum de estudio, Spirit, publicado en febrero de 2017. Su publicación se realizó inicialmente solo en formato digital, posteriormente apareció en CD y disco de vinilo.
"Where's the Revolution" es un tema escrito por Martin Gore.

## Descripción
Canción escogida como primer sencillo y que en su texto hace referencia al discurso pronunciado por Lenin el 7 de noviembre de 1919 y de alguna manera abunda en un compromiso político que les ha caracterizado desde los tiempos de Construction Time Again en 1983.
Es un tema a medio-tempo que se basa en el techno antes de dar paso a la guitarra y un bajo espeso. Líricamente, es una canción de preocupación por el entorno político y que caracterizó tanto algunos de sus trabajos anteriores, como Construction Time Again y Some Great Reward; es una canción que capta el estado de ánimo de los tiempos que se viven actualmente.

## Formatos

### Digital
| Columbia/Mute Where's the Revolution |                          |          |  |
| N.º                                  | Título                   | Duración |  |
| 1.                                   | «Where's the Revolution» | 4:59     |  |

| Columbia/Mute Where's the Revolution [Remixes] |                                                         |          |  |
| N.º                                            | Título                                                  | Duración |  |
| 1.                                             | «Where's the Revolution» (Autolux Remix)                | 4:17     |  |
| 2.                                             | «Where's the Revolution» (Pearson Sound Remix)          | 6:34     |  |
| 3.                                             | «Where's the Revolution» (Algiers Remix)                | 3:28     |  |
| 4.                                             | «Where's the Revolution» (Simian Mobile Disco Remix)    | 8;48     |  |
| 5.                                             | «Where's the Revolution» (Pearson Sound Beatless Remix) | 4:22     |  |
| 6.                                             | «Where's the Revolution» (Simian Mobile Disco Dub)      | 8:48     |  |
| 7.                                             | «Where's the Revolution» (Terence Fixmer Spatial mix)   | 6:30     |  |
| 8.                                             | «Where's the Revolution» (Patrice Bäumel Remix)         | 6:57     |  |
| 9.                                             | «Where's the Revolution» (Ewan Pearson Kompromat Dub)   | 8:22     |  |

### En CD
| Maxi CD Columbia/Mute Where's the Revolution |                                                 |          |  |
| N.º                                          | Título                                          | Duración |  |
| 1.                                           | «Where's the Revolution» (versión del álbum)    | 4:59     |  |
| 2.                                           | «Where's the Revolution» (Ewan Pearson Remix)   | 8:36     |  |
| 3.                                           | «Where's the Revolution» (Algiers Remix)        | 4:55     |  |
| 4.                                           | «Where's the Revolution» (Terence Fixmer Remix) | 6:23     |  |
| 5.                                           | «Where's the Revolution» (Autolux Remix)        | 4:17     |  |

### En disco de vinilo
7 pulgadas Columbia / Mute  Where's the Revolution
| Lado A |                          |          |  |
| N.º    | Título                   | Duración |  |
| 1.     | «Where's the Revolution» | 4:59     |  |

| Lado B |                                        |          |  |
| N.º    | Título                                 | Duración |  |
| 1.     | «Should Be Higher» (en vivo en Berlín) | 5:53     |  |

12 pulgadas Columbia/Mute   Where's the Revolution [Remixes]
Disco 1
| Lado A |                                                |          |  |
| N.º    | Título                                         | Duración |  |
| 1.     | «Where's the Revolution» (Autolux Remix)       | 4:16     |  |
| 2.     | «Where's the Revolution» (Pearson Sound Remix) | 6:33     |  |

| Lado B |                                                         |          |  |
| N.º    | Título                                                  | Duración |  |
| 1.     | «Where's the Revolution» (Algiers Remix)                | 3:26     |  |
| 2.     | «Where's the Revolution» (Simian Mobile Disco Remix)    | 8:47     |  |
| 3.     | «Where's the Revolution» (Pearson Sound Beatless Remix) | 4:31     |  |

Disco 2
| Lado C |                                                       |          |  |
| N.º    | Título                                                | Duración |  |
| 1.     | «Where's the Revolution» (Simian Mobile Disco Dub)    | 8:48     |  |
| 2.     | «Where's the Revolution» (Terence Fixmer Spatial mix) | 6:29     |  |

| Lado D |                                                       |          |  |
| N.º    | Título                                                | Duración |  |
| 1.     | «Where's the Revolution» (Patrice Bäumel Remix)       | 6:57     |  |
| 2.     | «Where's the Revolution» (Ewan Pearson Kompromat Dub) | 8:20     |  |

## Video promocional
"Where's the Revolution" fue dirigido por el diseñador de arte largamente asociado a DM, el fotógrafo holandés Anton Corbijn, el cual muestra al grupo como un trío de dictadores que hacen discursos ante pequeñas masas militarizadas. Como los anteriores videos de Corbijn, este parte de una idea simplista para hacer crítica a los regímenes totalitarios y al fascismo, con muy poca gente participando en el cortometraje, pero en blanco y negro, salvo detalles de vestuario y banderas que aparecen en rojo, color asociado histórica y socialmente con los movimientos socialistas, además de que al inicio y en el puente tras el segundo coro los integrantes aparecen con unas largas barbas y bigotes, como las imágenes de Karl Marx y de Friedrich Engels.
Una versión preliminar de cuando el tema fue dado a conocer sólo en audio, con la portada del álbum Spirit animada, fue dirigida también por Corbijn, similar al muy sencillo acompañamiento visual usado para la gira Global Spirit Tour cuando se interpretó.

## En directo
El tema se interpretó durante el correspondiente Global Spirit Tour, invariablemente como número 13, es decir, prácticamente a mitad de cada concierto; una vez, en México, se omitió y posteriormente salió de la lista de temas durante la última etapa de la gira, los festivales en Europa. La interpretación se hizo básicamente en la misma forma en que aparece en el álbum, una función electroacústica, aunque con un arreglo un tanto más acompasada.